# Nederlandse kampioenschappen schaatsen afstanden 2001 - 500 meter vrouwen
De 500 meter vrouwen op de Nederlandse kampioenschappen schaatsen afstanden 2001 werd op zaterdag 1 november 2001 in ijsstadion Thialf te Heerenveen over twee ritten verreden, waarbij de veertien deelneemsters ieder een keer in de binnenbaan en een keer in de buitenbaan startten.
Titelverdedigster was Andrea Nuyt die de titel pakte tijdens de NK afstanden 2000. Zij prolongeerde haart titel.

## Uitslag
| #      | Schaatsster        | 1e | pos | 2e      | pos | Punten |
| ------ | ------------------ | -- | --- | ------- | --- | ------ |
| Goud   | Andrea Nuyt        | 1  |     | 0.40,02 | 1   | 79,900 |
| Zilver | Marianne Timmer    |    | 2   | 0.40,70 | 2   | 80,810 |
| Brons  | Christine Heins    | 4  |     | 0.40,99 | 3   | 81,690 |
| 4      | Frouke Oonk        |    | 3   | 0.41,13 | 4   | 81,760 |
| 5      | Yvonne Leever      |    | 7   | 0.40,88 | 5   | 82,170 |
| 6      | Annamarie Thomas   |    | 5   | 0.41,00 | 6   | 82,260 |
| 7      | Marieke Wijsman    |    | 6   | 0.41,55 | 7   | 82,820 |
| 8      | Dianne Kootstra    |    | 8   | 0.41,40 | 8   | 82,930 |
| 9      | Tijn Ponjee        |    | 9   | 0.42,28 | 9   | 83,970 |
| 10     | Elma de Vries      |    | 10  | 0.42,19 | 10  | 84,450 |
| 11     | Arina Schingenga   |    | 11  | 0.42,96 | 11  | 85,570 |
| 12     | Yvonne Hijgenaar   |    | 12  | 0.42,97 | 12  | 86,100 |
| 13     | Yuli Veen          |    | 13  | 0.43,58 | 13  | 86,890 |
| DQ     | Marloes Gelderblom | –  | DQ  | 0.42,32 | 14  | 42,320 |

Uitslag op
1987 · 
1988 · 
1989 · 
1990 · 
1991 · 
1992 · 
1993 · 
1994 · 
1995 · 
1996 · 
1997 · 
1998 · 
1999 · 
2000 · 
2001 · 
2002 · 
2003 · 
2004 · 
2005 · 
2006 · 
2007 · 
2008 · 
2009 · 
2010 · 
2011 · 
2012 · 
2013 · 
2014 · 
2015 · 
2016 · 
2017 · 
2018 · 
2019 · 
2020 · 
2021 · 
2022 · 
2023 · 
2024 · 
2025